# Bébé la terreur (film, 1911)
Pour les articles homonymes, voir Bébé la terreur.
Pour plus de détails, voir Fiche technique et Distribution.
Bébé la terreur est un film muet français réalisé par Louis Feuillade sorti en 1911.

## Fiche technique
- Réalisation et scénario : Louis Feuillade
- Société de production : Société des Établissements L. Gaumont
- Pays de production : France
- Format : Muet - Noir et blanc - 1,33:1 - 35 mm
- Métrage : 144 m
- Genre : Comédie
- Date de sortie : 
  - France : août 1911

## Distribution
- René Dary : Bébé (comme Clément Mary)
- Renée Carl : la mère